# William Gargan
William Gargan (Brooklyn, Nova York, 17 de juliol de 1905 - en un vol Nova York-San Diego, 17 de febrer de 1979) va ser un actor i productor estatunidenc.

## Biografia[1]
El seu nom complet era William Dennis Gargan, i va néixer al barri de Brooklyn, a la ciutat de Nova York. El seu germà gran va ser el també actor Edward Gargan.
Després de finalitzar els seus estudis, Gargan va treballar com a venedor de whisky de contraban a locals speakeasy de Nova York, formant part més endavant d'una agència de detectius. Mentre visitava el seu germà en un teatre musical, li van oferir un treball, que va acceptar, començant la seva carrera teatral actuant a l'obra Aloma of the South Seas.
Gargan va fer papers com a actor de caràcter a moltes produccions rodades a Hollywood, amb personatges com a policies, sacerdots, periodistes, aventurers i estereotipats irlandesos. Entre els seus personatges figuren el detectiu Ellery Queen, al que va interpretar dues vegades, tot i que va ser més conegut per ser el detectiu Martin Kane en la sèrie radiotelevisiva de 1949-51 Martin Kane, Private Eye. També va ser un detectiu privat en el xou radiofònic de la NBC Barrie Craig, Confidential Investigator emès entre 1951 i 1955.
La carrera de Gargan va arribar a la seva fi el 1958 en emmalaltir a causa d'un càncer de laringe, sent-ne necessària l'extirpació. Parlant amb una veu artificial, Gargan es va fer activista i portaveu de l'American Cancer Society, advertint en moltes ocasions sobre els perills del tabaquisme.
William Gargan va morir a causa d'un atac de cor el 1979 mentre viatjava amb avió des de Nova York a San Diego (Califòrnia). Tenia 73 anys. Va ser enterrat al Cementiri Holy Cross de San Diego.

## Filmografia[3]
- 1928: Lucky Boy: Bit Part
- 1930: Follow the Leader: Un Gangster
- 1931: Partners
- 1931: His Woman
- 1932: Misleading Lady: Fitzpatrick
- 1932: Rain de Lewis Milestone: Sergent Tim 'Handsome' O'Hara
- 1932: The Sport Parade: Johnny Baker
- 1932: The Animal Kingdom d'Edward H. Griffith: 'Red' Regan, Tom's Butler
- 1933: Lucky Devils: Bob Hughes
- 1933: Sweepings: Gene Pardway
- 1933: The Story of Temple Drake: Stephen Benbow
- 1933: Emergency Call: Steve Brennan
- 1933: Night Flight de Clarence Brown: Pilot brasiler
- 1933: Aggie Appleby Maker of Men: Red Branahan
- 1933: Headline Shooter: Bill Allen
- 1934: Four Frightened People de Cecil B. DeMille: Stewart Corder
- 1934: The Lineup: Bob Curtis
- 1934: Strictly Dynamite: Georgie Ross
- 1934: British Agent: Bob Medill
- 1935: Things Are Looking Up: Van Gaard
- 1935: A Night at the Ritz: Duke Regan
- 1935: Traveling Saleslady: Pat O'Connor
- 1935: Black Fury de Michael Curtiz: Slim Johnson, Company Policeman
- 1935: Don't Bet on Blondes de Robert Florey: Numbers
- 1935: Bright Lights de Busby Berkeley: Dan Wheeler
- 1935: Broadway Gondolier: Cliff Stanley
- 1936: Man Hunt: Henry Wadsworth 'Hank' Dawson
- 1936: La Via Làctia (The Milky Way): Speed McFarland
- 1936: Sky Parade: Speed Robertson
- 1936: Navy Born: Tinent Red Furness
- 1936: Blackmailer: Peter Cornish
- 1936: Alibi for Murder: Perry Travis
- 1936: Fury and the Woman: Bruce Corrigan
- 1936: Flying Hostess: Hal Cunningham
- 1937: You Only Live Once de Fritz Lang: Father Dolan
- 1937: Breezing Home: Steve Rowan
- 1937: Wings Over Honolulu: Tinent Jack Furness
- 1937: Reported Missing: Steve Browning
- 1937: She Asked for It: Dwight Stanford
- 1937: Behind the Mike: George Hayes
- 1937: Some Blondes Are Dangerous: George Regan
- 1937: You're a Sweetheart: Fred Edwards
- 1938: The Crime of Dr. Hallet: Dr. Jack Murray
- 1938: The Devil's Party: Mike O'Mara
- 1938: The Crowd Roars: Johnny Martin
- 1938: Personal Secretary: Marcus 'Mark' Farrell
- 1939: Within the Law: policia Cassidy
- 1939: The Adventures of Jane Arden: Edward 'Ed' Towers
- 1939: Broadway Serenade: Bill Foster
- 1939: Women in the Wind: Ace Boreman
- 1939: The House of Fear: Arthur McHugh
- 1939: The Housekeeper's Daughter: Ed O'Malley
- 1939: Three Sons: Thane Pardway
- 1939: Joe and Ethel Turp Call on the President: Joe Turp
- 1940: Double Alibi: Walter Gifford
- 1940: Isle of Destiny: 'Stripes' Thornton
- 1940: Star Dust de Walter Lang: Dane Wharton
- 1940: Turnabout: Joel Clare
- 1940: Sporting Blood: Duffy, Vander's Trainer
- 1940: Sabien què volien (They Knew What They Wanted) de Garson Kanin: Joe
- 1941: Cheers for Miss Bishop de Tay Garnett: Sam Peters
- 1941: Sealed Lips: Lee Davis
- 1941: Flying Cadets: 'Trip' Hammer
- 1941: I Wake Up Screaming de H. Bruce Humberstone: Jerry MacDonald
- 1941: Keep 'Em Flying: Craig Morrison
- 1942: Bombay Clipper: Jim Wilson
- 1942: A Close Call for Ellery Queen: Ellery Queen
- 1942: A Desperate Chance for Ellery Queen: Ellery Queen
- 1942: Miss Annie Rooney: Tim Rooney
- 1942: The Mayor of 44th Street: Tommy Fallon
- 1942: Enemy Agents Meet Ellery Queen: Ellery Queen
- 1942: Destination Unknown: Briggs Hannon
- 1942: Who Done It?: Tinent Lou Moran
- 1943: No Place for a Lady: Jess Arno
- 1943: Harrigan's Kid: Tom Harrigan
- 1943: Swing Fever: 'Waltzy' Malone
- 1944: The Canterville Ghost de Jules Dassin i Norman Z. McLeod: Sergent Benson
- 1945: She Gets Her Man: 'Breezy' Barton
- 1945: Song of the Sarong: Drew
- 1945: Midnight Manhunt: Pete Willis
- 1945: The Bells of St. Mary's: Joe Gallagher, Patsy's father
- 1945: Follow That Woman: Sam Boone
- 1946: Behind Green Lights: Tinent Sam Carson
- 1946: Strange Impersonation: Dr. Stephan Lindstrom
- 1946: Night Editor: Tony Cochrane
- 1946: Murder in the Música Hall: Inspector Wilson
- 1946: Rendezvous 24: Agent Larry Cameron
- 1946: Hot Cargo: Joe Harkness
- 1946: Till the End of Time: Sergent Gunny Watrous
- 1946: Swell Guy: Martin Duncan
- 1948: The Argyle Secrets: Harry Mitchell
- 1948: Waterfront at Midnight: Mike Hanrohan
- 1949: Dynamit: 'Gunner' Peterson
- 1949: Martin Kane, Private Eye (sèrie TV): Martin Kane (1949-1951)
- 1955: The Rawhide Years de Rudolph Maté: Marshal Sommers
- 1956: Miracle in the Rain: Harry Wood

## Premis i nominacions
Nominacions
- 1940: Oscar al millor actor secundari per Sabien què volien[4]